# اندیس گرانیت میاندواب یلی بلاغ (طیب مرادی)
گرانیت میاندواب یلی بلاغ (طیب مرادی) یک اندیس مصالح ساختمانی است که در  استان آذربایجان غربی قرار دارد و مادهٔ معدنی موجود در آن، گرانیت است.سنگ میزبان این اندیس سنگهای آذرین است  